# گردشگری در لندن

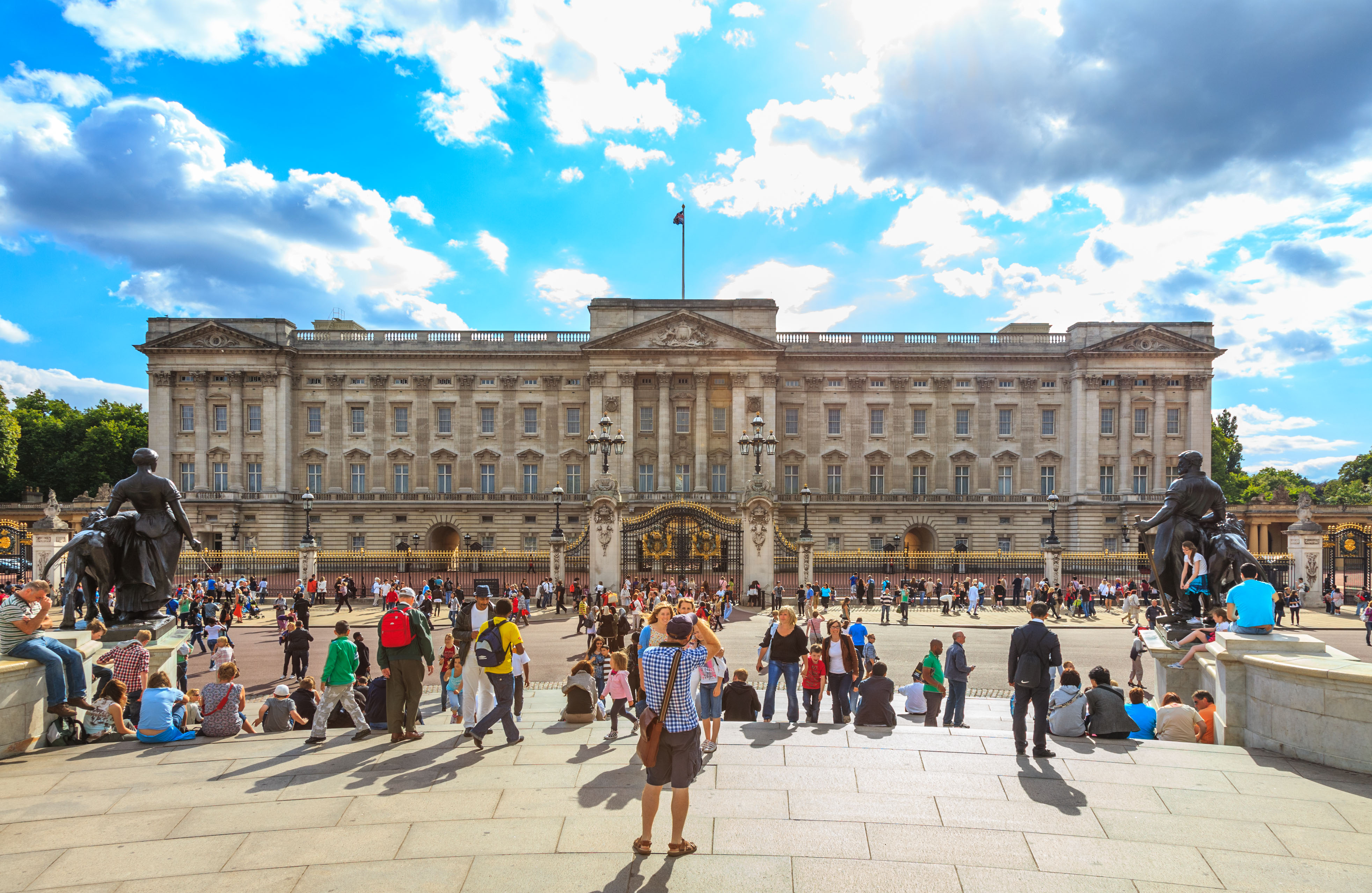
گردشگران در کاخ باکینگهام.

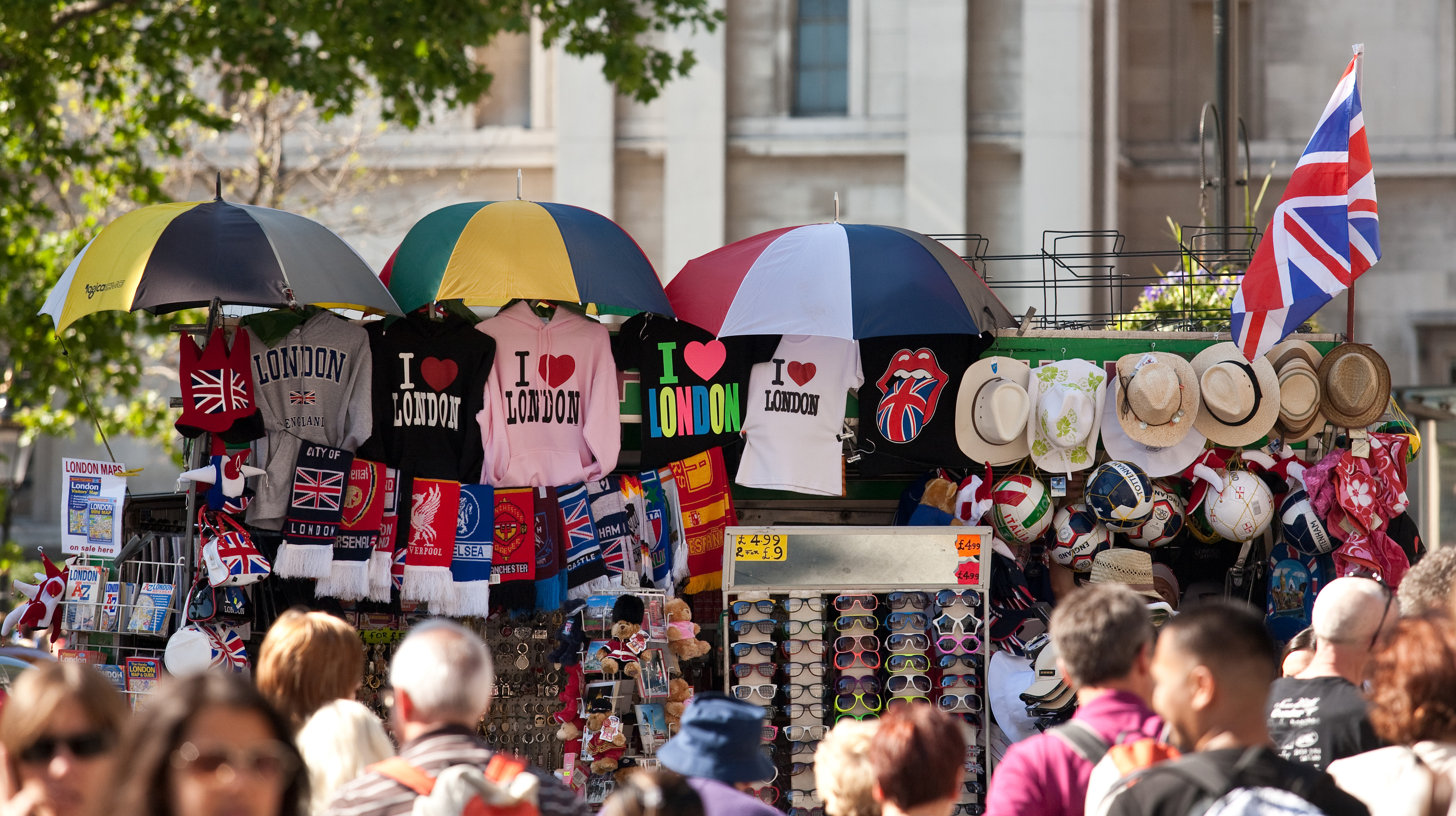
یک غرفه گردشگری فروش هدایای مختلف در لندن و بریتانیا در لبه میدان ترافالگار در استرند، لندن.

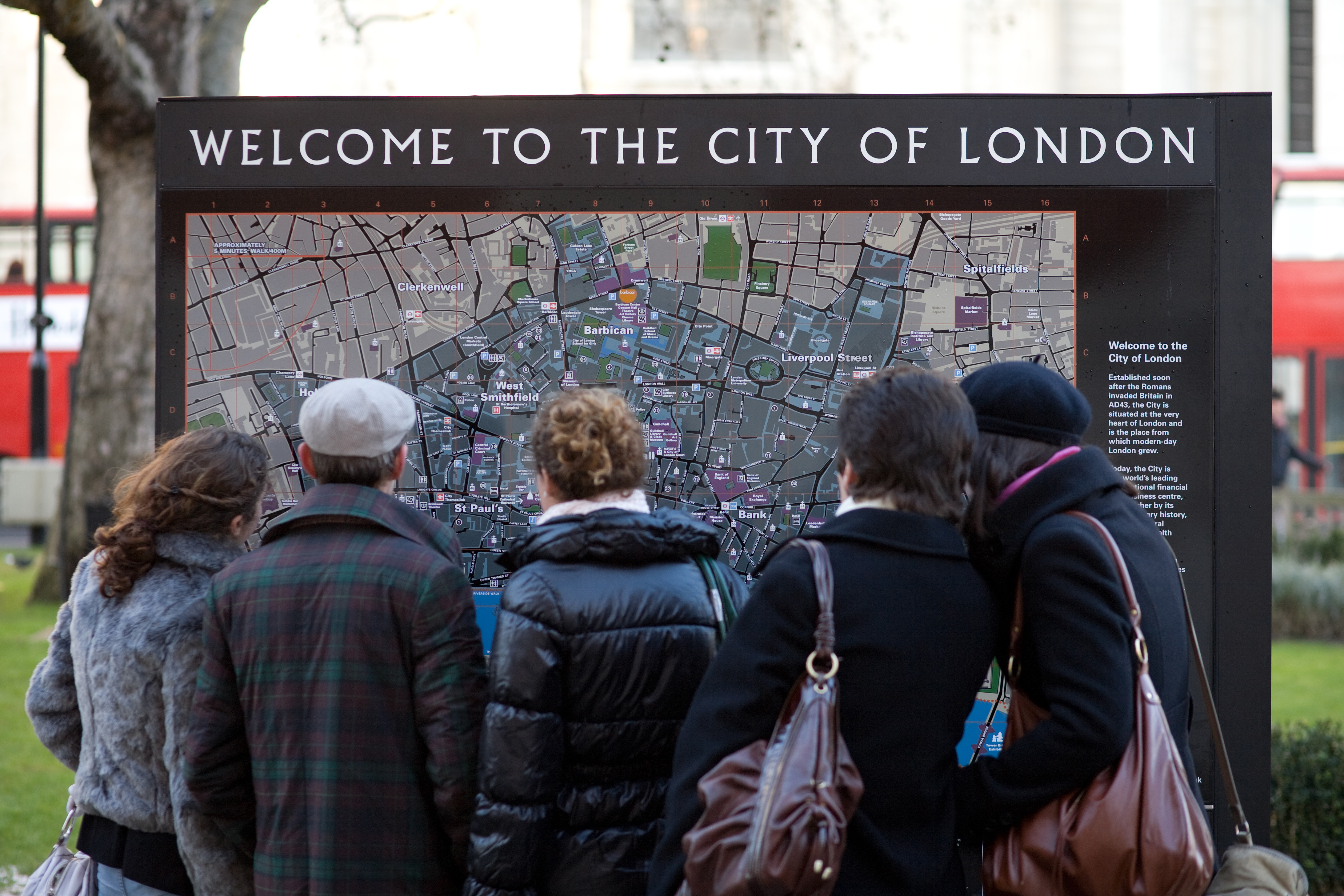
گردشگران در حال استفاده از نقشه در نزدیکی کلیسای جامع سنت پل.

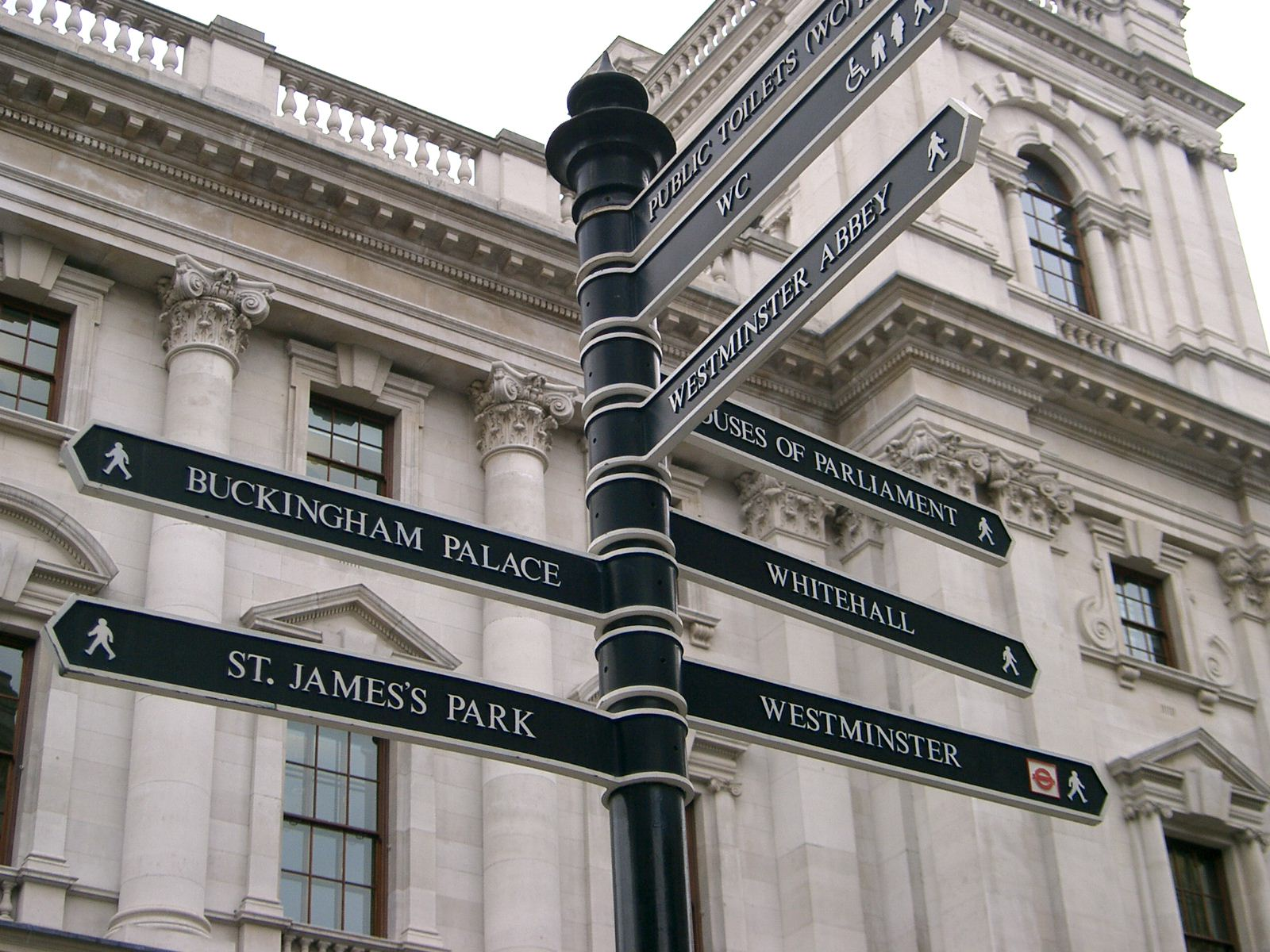
یک نشانه در میدان پارلمان برای جاذبه‌های مجاور

لندن یکی از مراکز مهم گردشگری جهان است و این شهر دارای مجموعه‌ای از جاذبه‌های معروف گردشگری است. این شهر ۱۹٫۱ میلیون بازدیدکننده بین‌المللی را در سال ۲۰۱۷ جذب کرد که آن را یکی از نقاط مهم گردشگری جهان از دیدگاه‌های بین‌المللی تبدیل کرده است.

## تأثیر بر اقتصاد
در سال ۲۰۱۱ بازدیدکنندگان در لندن ۹٫۴ میلیارد پوند هزینه کردند که کمی بیش از نیمی از کل بازدیدکنندگان بین‌المللی در همان سال در کل بریتانیا بود.

## جاذبه‌های برجسته
چشم لندن یک چرخ‌وفلک غول پیکر واقع در کنار رودخانه تامز است. ارتفاع آن ۱۳۵ متر و قطر آن ۱۲۰ متر است. در فاصله کوتاهی از این منطقه آکواریوم لندن، ساعت بیگ بن، کاخ وست‌مینستر، کلیسای وست‌مینستر و ستون نلسون قرار دارد. در سال ۲۰۱۳ بلندترین ساختمان در لندن برج شارد یک برنامه قابل مشاهده برای عموم را باز کرد. سایر جاذبه‌های مهم گردشگری در لندن شامل برج لندن، کاخ باکینگهام، تاور بریج، موزه مادام توسو، باغ وحش لندن و کلیسای جامع سنت پل  می‌باشد.

## موزه‌ها و نمایشگاه‌ها
بسیاری از موزه‌ها و نمایشگاه‌های هنری در منطقه لندن وجود دارند که بیشتر آن‌ها آزادانه وارد می‌شوند. بسیاری از آن‌ها مکان‌های محبوب گردشگری هستند. محبوب‌ترین موزه‌ها در لندن موزه بریتانیا، موزه علوم لندن، موزه تاریخ طبیعی لندن و موزه ویکتوریا و آلبرت هستند. نمایشگاه‌های مشهور شامل تیت مدرن، تیت بریتانیا، نگارخانه ملی لندن، گالری ملی پرتره (لندن) می‌باشند. 

## پارک‌ها و فضاهای باز
لندن چندین پارک برای گردشگران برای قدم زدن، استراحت و آرامش دارد. می‌توان از هاید پارک، ریجنتز پارک ، گرین پارک ، سنت جیمز پارک ، همپستید هیث و گرینویچ پارک نام برد.

## اقتصاد
در سال ۲۰۱۳ لندن ۱۶٫۸ میلیون بازدیدکننده را جذب کرد، در زیر اطلاعات بازدیدکنندگان قرار دارد.
- فرانسه ۱٬۹۰۴٬۰۰۰ نفر
- ایالات متحده آمریکا ۱٬۸۷۸٬۰۰۰ نفر
- آلمان ۱٬۲۹۵٬۰۰۰ نفر
- ایتالیا ۱٬۰۷۲٬۰۰۰ نفر
- اسپانیا ۸۶۶٬۰۰۰ نفر
- هلند ۶۸۷٬۰۰۰ نفر
- استرالیا ۶۸۷٬۰۰۰ نفر
- ایرلند ۶۱۱٬۰۰۰ نفر
- بلژیک ۵۳۱٬۰۰۰ نفر
- سوئد ۵۱۶٬۰۰۰ نفر